# Andrea De Sica
Andrea De Sica (Roma, 30 de diciembre de 1981) es un director de cine, guionista y compositor italiano. Nieto del director Vittorio De Sica e hijo del compositor Manuel De Sica, ganó la Cinta de Plata al Mejor Director Revelación en 2017 con su ópera prima I figli della notte.

## Filmografía

### Director
- I figli della notte (2017)
- Ne me tue pas (2021)